# HP Pavilion
Pavilion — одна из наиболее популярные линеек ноутбуков и настольных компьютеров для дома и домашнего офиса от компании Hewlett-Packard, которая выпускается с 1995 года по наше время. Pavilion в основном конкурирует с такими компьютерами, как Acer Aspire, Dell Inspiron и XPS, Lenovo IdeaPad, Samsung Sens и Toshiba Satellite.
Когда Hewlett-Packard объединилась с Compaq в 2002 году, она переняла существующее соглашение Compaq о правах на наименование и до 2013 года продавала машины под брендами HP и Compaq.

## История

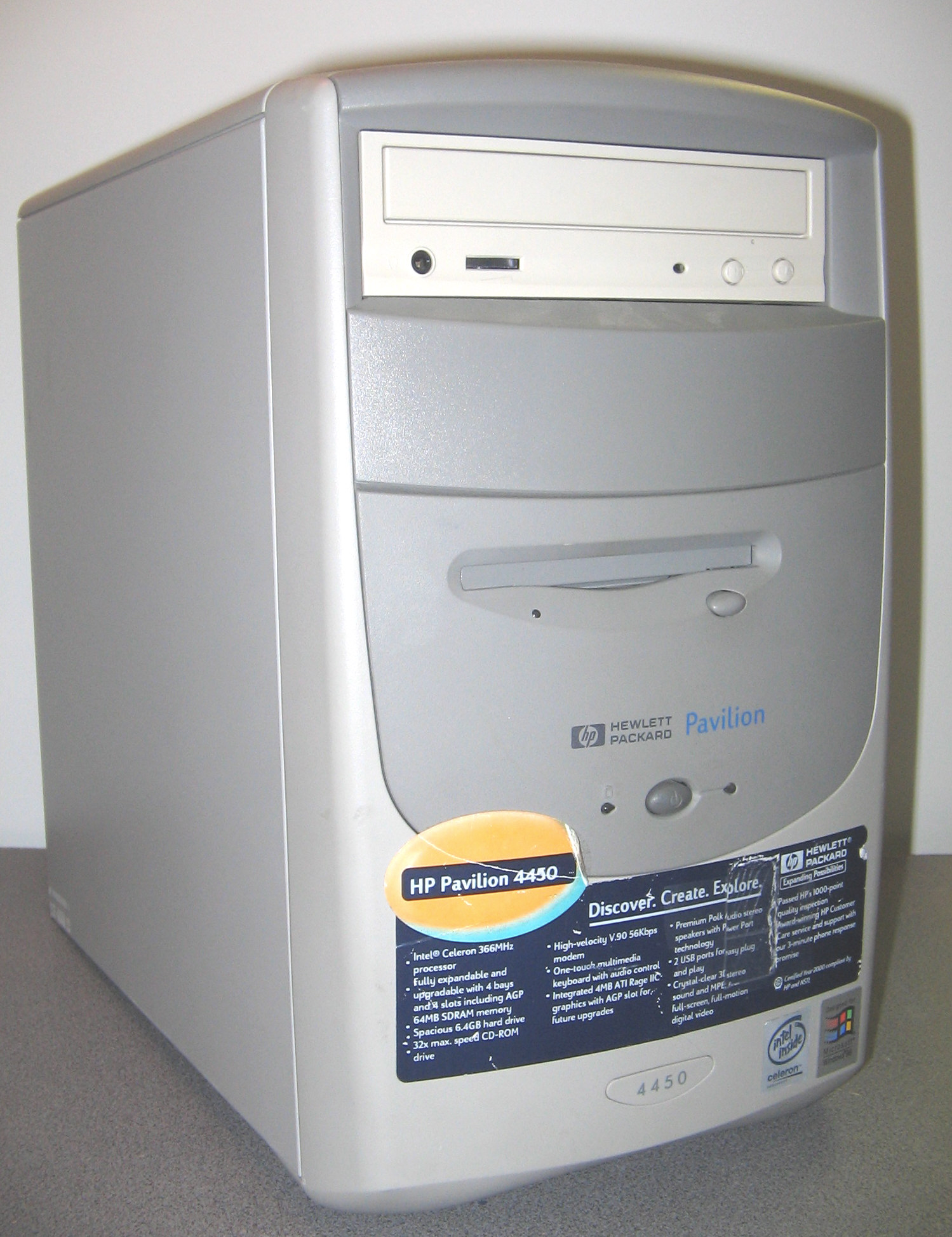
HP Pavilion 4450 (1999) Intel Celeron 366 MHz.

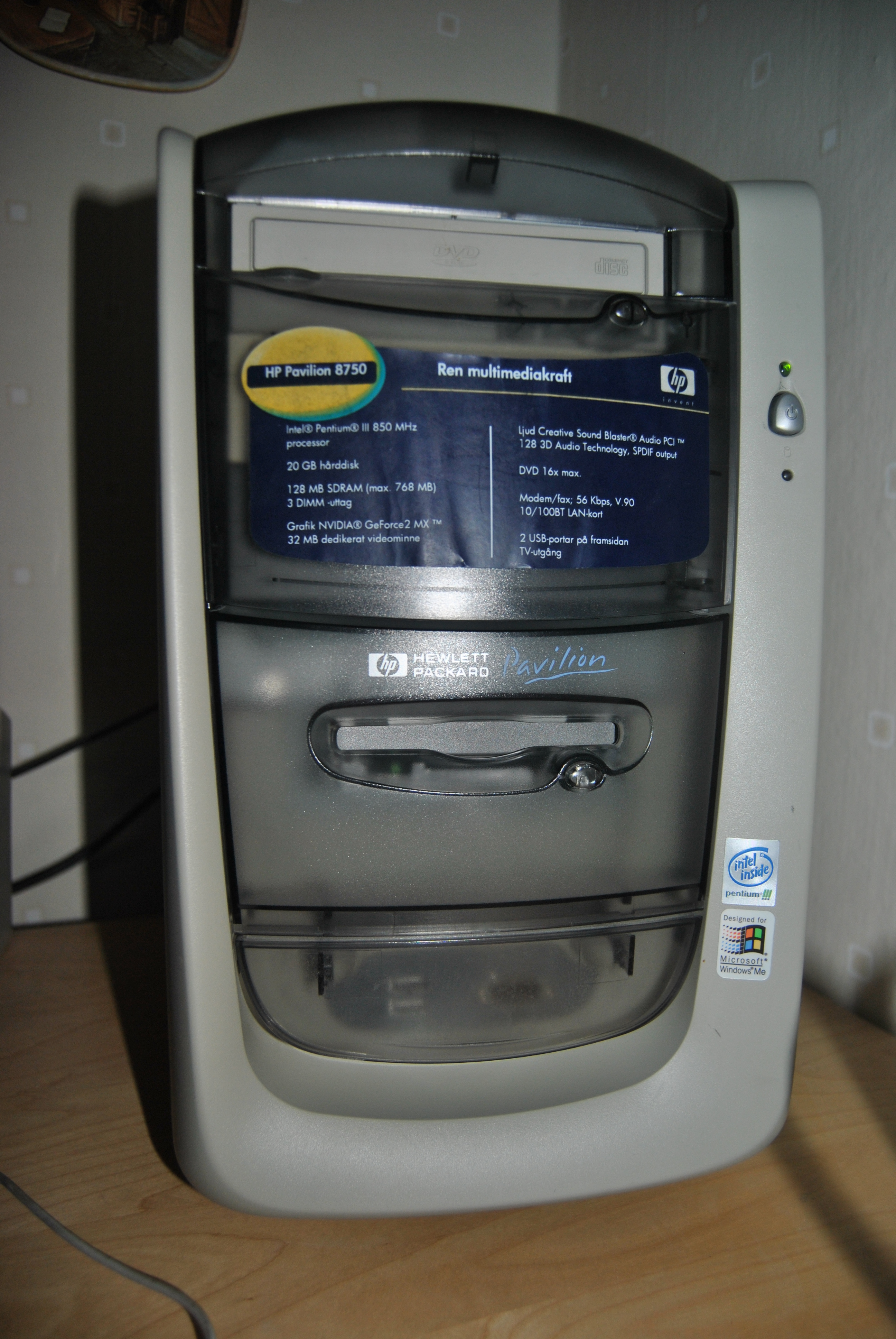
HP Pavilion 8750 (2000/2001).

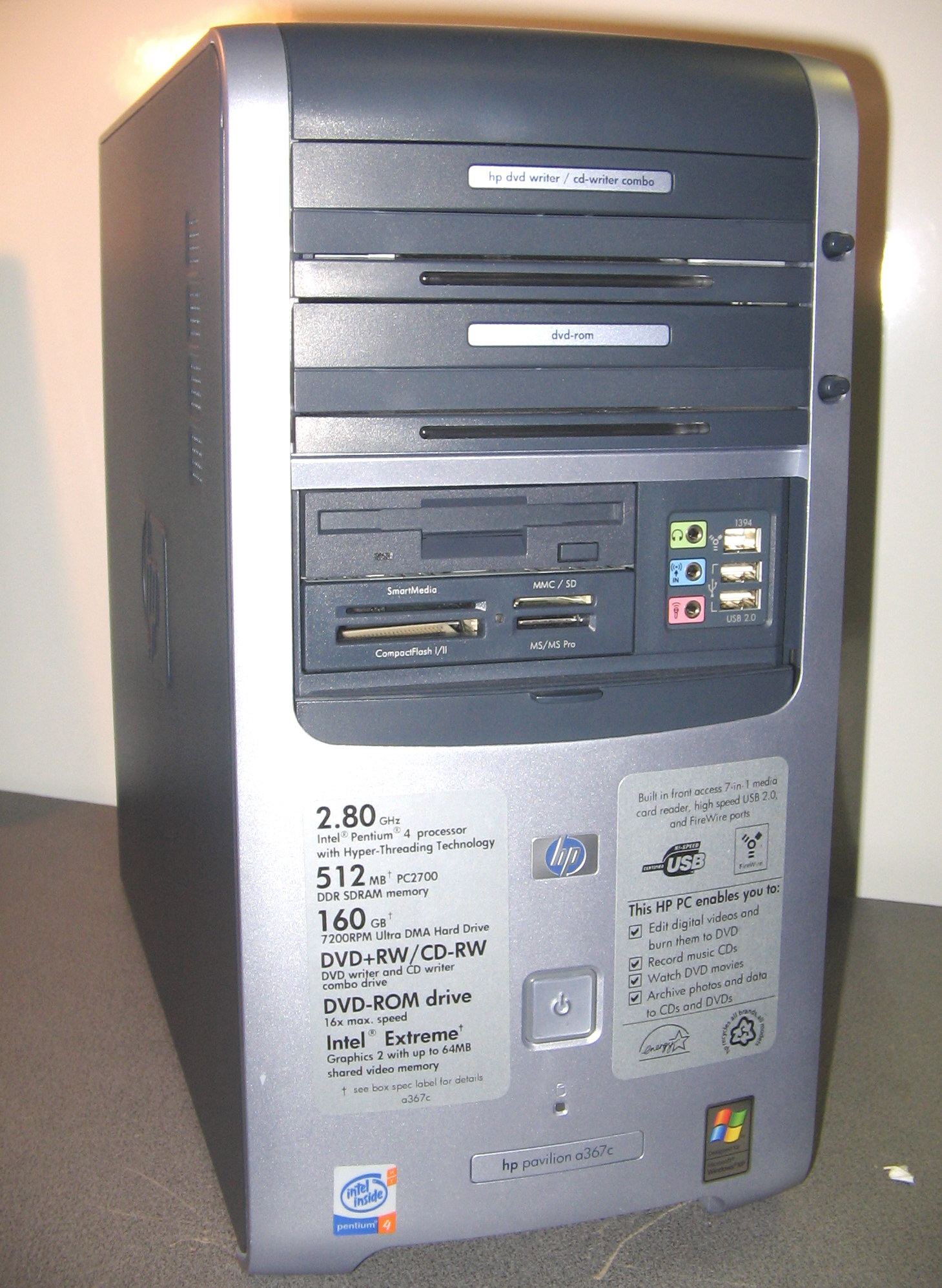
HP Pavilion a367c (2003).

В 1995 году HP представила Pavilion PC, IBM-совместимый компьютер настольного типа, что ознаменовало выход компании на рынок домашних компьютеров. Дэйв Паккард опубликовал книгу The HP Way, в которой рассказывал о подъёме Hewlett-Packard и давал потребителям представление о её деловой практике, культуре и стиле управления. HP также произвела недорогой высокоскоростной инфракрасный приемопередатчик, который позволял осуществлять беспроводной обмен данными в ряде портативных вычислительных приложений; к ним относятся телефоны, компьютеры, принтеры, кассовые аппараты, банкоматы и цифровые камеры.
HP Pavilion 5030, выпущенный в 1995 году как первый компьютер в линейке HP Pavilion, технически был вторым мультимедийным ПК компании, разработанным специально для домашнего рынка. Первый назывался HP Multimedia PC; номера моделей были 6100, 6140S и 6170S. Pavilion быстро стал популярной моделью. Спецификации включали четырехскоростной привод CD-ROM, динамики Altec Lansing, программное обеспечение для доступа к онлайн-сервисам и поставлялись с Windows 95. Эта модель начального уровня имела процессор Intel Pentium 75 МГц, 8 МБ ОЗУ и жёсткий диск на 850 МБ.

## Настольные компьютеры
HP в разные годы предлагала около 30 настраиваемых настольных компьютеров; из них 5 — стандартные HP Pavilion, 4 — Slimline, 6 — High Performance Edition (HPE), 5 — «Phoenix» HPE Gaming Edition*, 5 — Touchsmart и 5 — All-In-One.

### Текущие модели
- HP Pavilion: p7m, p7z, p7t, p7xt, p7qe
- HP Pavilion Slimline: s5m, s5t, s5z, s5xt
- HP Pavilion HPE (High Performance Edition): h8m, h8t, h8z, h8xt, h8qe, h8se
- HP Pavilion HPE (High Performance Edition) Phoenix (Gaming): h9-1100z, h9-1120t, h9-1150t, h9-1170t, h9-1135, h9-1200ex *(not customizable)
- HP Pavilion Wave: 600t
- HP Touchsmart PC: 310z, 610z, 610t, 610xt, 610 Quad
- HP Omni Series (All-In-One): 100z, 100t, 200t, 200xt, 200 Quad

### Прошлые настольные модели
(Обратите внимание, что это не полный список, а список более свежих моделей.)
- HP Pavilion: a255c, a445c, a1740n, a6560t, a6560z, a6510t, a6500z, a6460t, a6450z, a6410t, a6400z, a6250z, a6250t, a6210z, a6205t, a6200t, a6600z, a6608f, a6610t, ?6617?, a6660t, a6660z, a6700z, a6750f, p6300z, p6310t, p6350z, p6370t, p6380t, a705w,

a000 series - Panther / Jaguar
a1000 series - Mojave / Gobi
a6000 / p6000 series - Venus / Venus2
- HP Pavilion Slimline: s3100n, s3200t, s3200z, s3400t, s3400z, s3500t, s3500z, s3600f, s3600t, s3600z, s3700f, s3700z, s3710t, s3750t, s5305z, s5310t, s5350z, s5370t, s5380t, s5730f, s7350n
- HP Pavilion Media Center: a1330n, a1410n, a1600n, m7580n(XP Only), m8300, m8100y, m8200n, t000,
- HP Pavilion Elite/HPE: m9350f, m9300t, m9300z, m9200t, m9200z, m9000t, m9000z, d5000z, d5000t, d5100t, m9400t, m9400z, d5200t, e9300z, HPE 110t, HPE 150t, HPE 170t, HPE 180t, HPE 190t
- HP Pavilion Ultimate: d4999t, d4999z
- HP Touchsmart: iq770t, iq772t, IQ504t, IQ506t, IQ804t, 300z, 600t, 600xt, 600 Quad
- HP Pavilion All In One/Omni: 23SE, MS220z, 200t

### Суффиксы номера модели
Суффикс в номере модели, если он присутствует, указывает на специальную информацию, такую как процессор или страна. Следующая таблица описывает каждый суффикс.
- t: Intel processor
- z: AMD processor
- sb: Small Business Series
- se: Special Edition
- qe: Quad Edition
- y:  CTO - Configure To Order

Двухбуквенные коды стран, такие как
- us: United States
- ca: Canada
- br: Brazil
- la: Latin America
- ap: Asian Pacific
- au/ax/tu/tx: Asia/Australia
- ea/ec/ee/eo/(e plus a letter): Eastern & Western Europe
- sa/sc/se/so/(s plus a letter): Eastern & Western Europe
- na/nc/ne/no/(n plus a letter): Eastern & Western Europe
- qr: Russia

и другие.

### Проблемы с перегревом
Настольные компьютеры HP Pavilion Slimline размещаются в корпусах малого форм-фактора и из-за своего небольшого размера могут сильно нагреваться.

## Ноутбуки

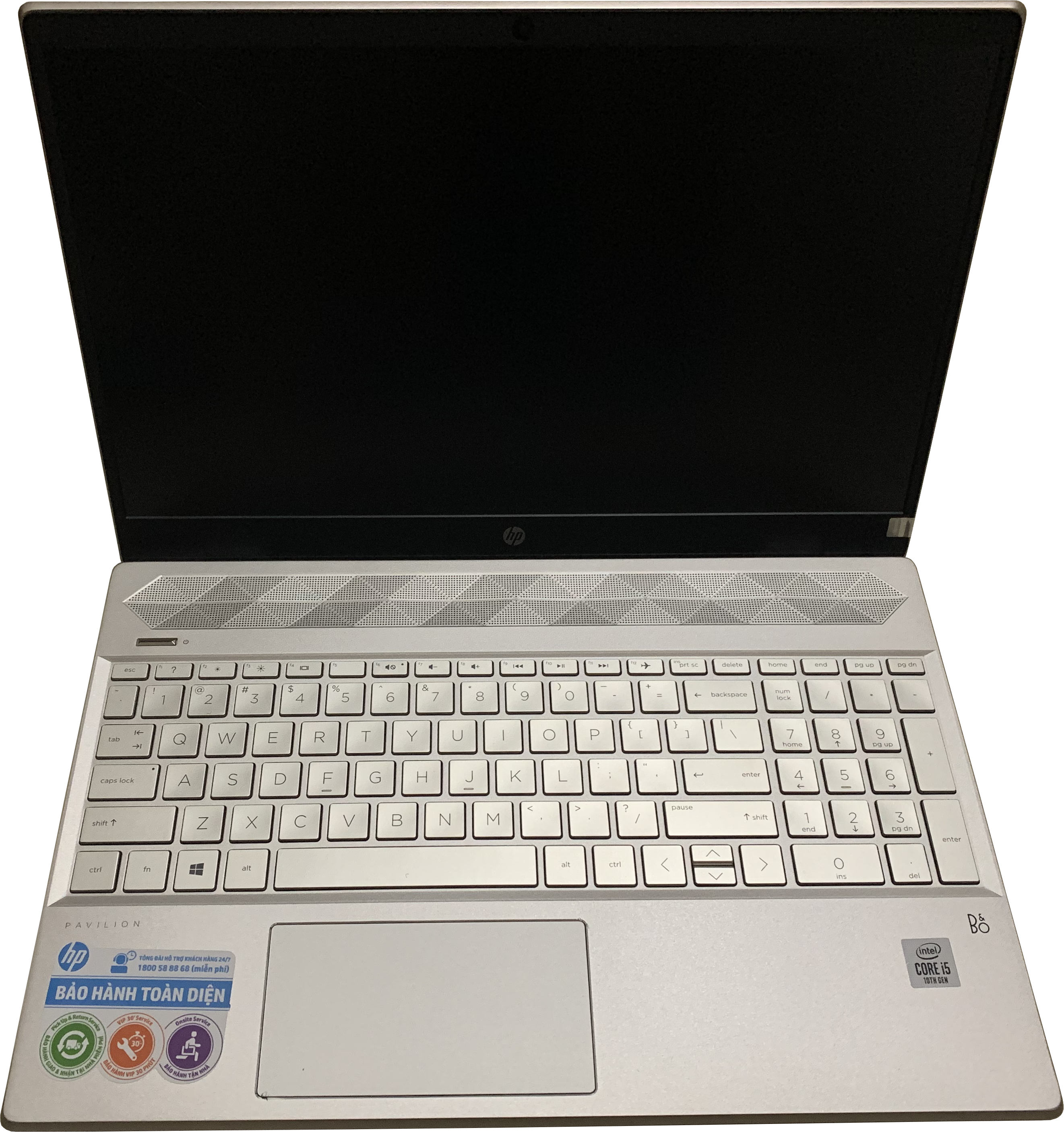
HP Pavilion 15 cs series (cs3095nr, 2019)

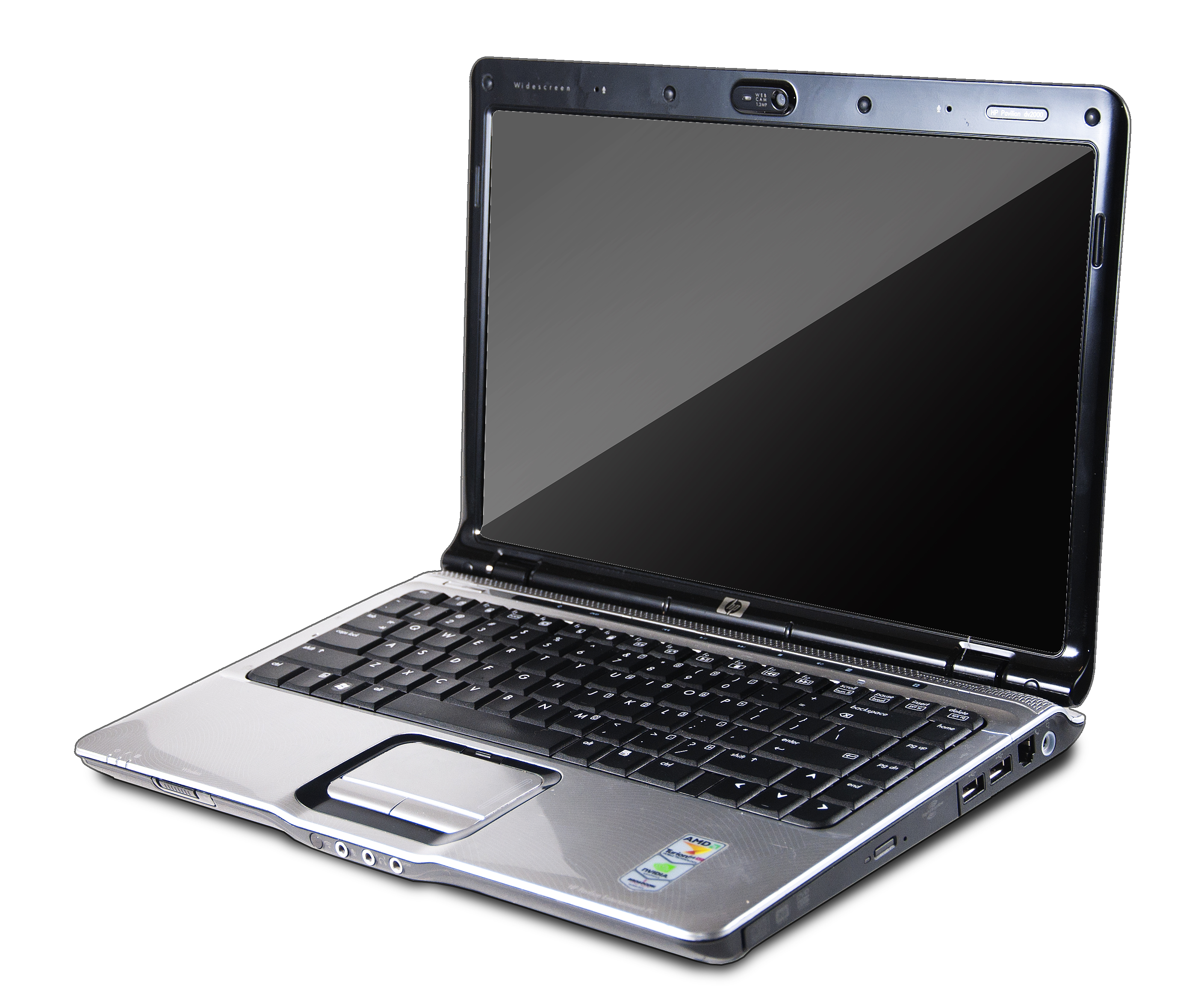
HP Pavilion dv series (dv2500se, 2007)

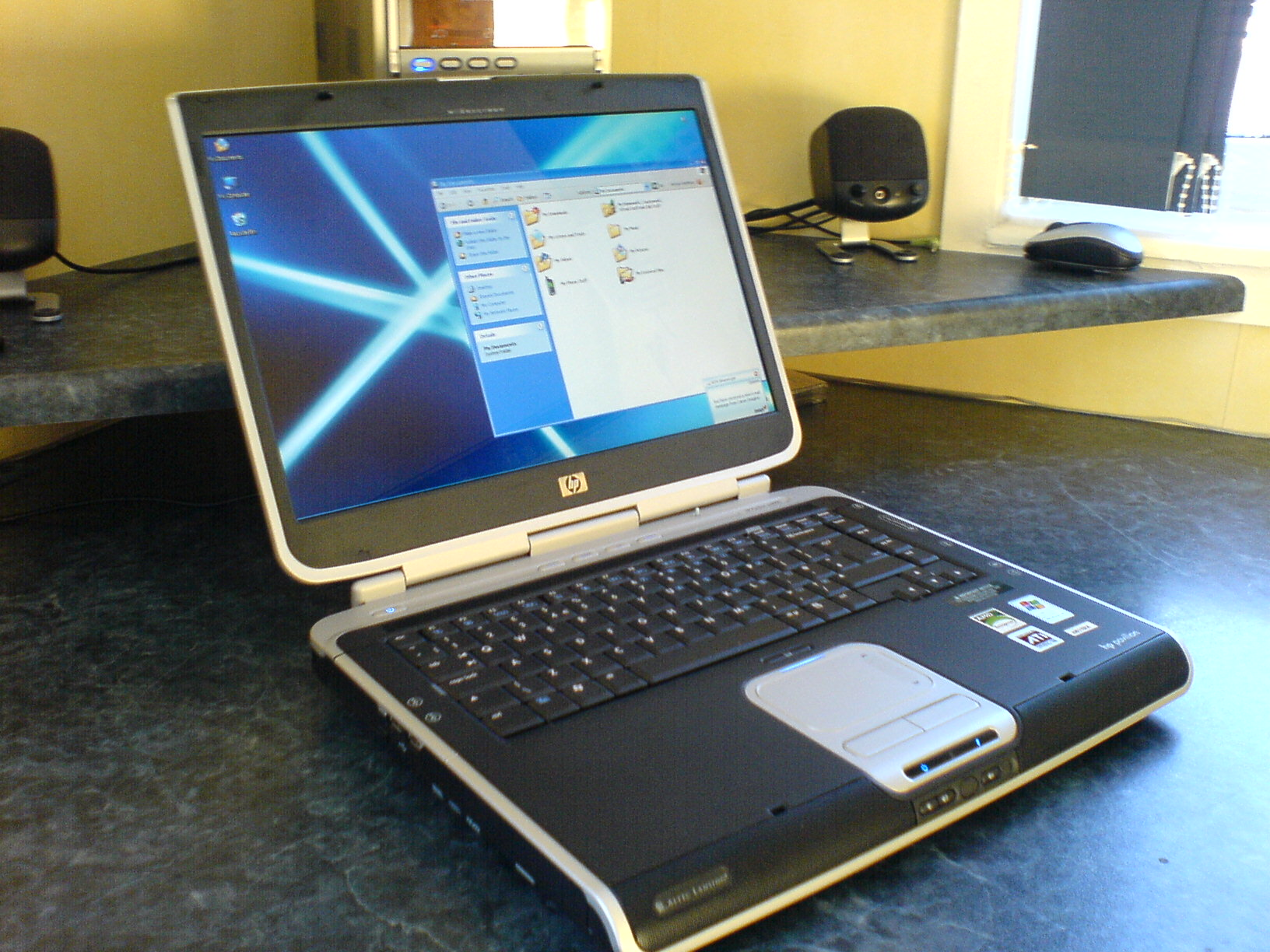
HP Pavilion zv series (zv6115EA, 2004)

Ноутбуки HP Pavilion настраиваются только в США. В других странах доступно множество различных моделей с различными настройками. Вплоть до 2013 года HP производила некоторые модели Pavilion под брендом Compaq Presario.

### HP Imprint
Глянцевая отделка HP Imprint для ноутбуков разработана в сотрудничестве с Nissha Printing Co. (Япония). Она использовалось для следующих моделей:
| HP Imprint - Wave: dv9000 / dv6000 / dv2000 / tx1000 - Digi Code: Compaq Presario v3000 - Trace: Compaq Presario v6700TX - Radiance: dv9700 / dv9500 / dv6700 / dv6500 / dv2700 / dv2500 - Influx: dv6700tse / dv6500tse / dv2842se - Dragon: HDX9000 - Verve: dv2700tse - Echo: tx2000z / tx2500z - Thrive: dv6800tse - Artist Edition: dv2800tae / dv2890nr / dv2990nr | HP Imprint 2 - Meshy: dv7 / dv6 / dv5 / dv4 / dv3000 - Unity: Compaq Presario CQ20 - Glossy Black Finish: Compaq Presario (CQ70 / CQ50 / CQ40) - Fluid: HDX18t / HDX16t - Intensity: dv4tse - Renewal: dv5tse - Intersect: dv7 / dv5 / dv4 / dv3500 / dv3 - Swirl: HP Mini 1000 (Mi / XP / Mobile Broadband Wireless) - Peony: HP Mini 1000 (Vivienne Tam) - Reaction: HP TouchSmart tx2z - Moonlight: dv7 / dv4 / dv2z / dv6 - Espresso: dv7 / dv4 / dv2z / dv6 |

### Проблемы с перегревом
Многие владельцы ноутбуков сталкиваются с отказом оборудования в различных моделях Pavilion из-за перегрева. Первым симптомом обычно является исчезновение Wi-Fi, затем происходят сбой графической системы и проблемы с загрузкой. HP признает, что это «аппаратная проблема с некоторыми ноутбуками HP Pavilion dv2000/dv6000/dv9000», которая подлежит бесплатному ремонту. Другие пользователи рекомендуют перепайку графического процессора Nvidia на материнской плате из-за перегрева, вызывающего расплавление припоя на встроенном графическом процессоре.
В 2009 году HP пришлось отозвать более 70 000 аккумуляторов, вышедших из строя в результате перегрева.

## Список моделей
- HP Pavilion G6
- HP Pavilion G7
- HP Pavilion DV1658
- HP Pavilion DV6
- HP Pavilion DV7
- a255c,
- a445c,
- a1740n,
- a6560t,
- a6560z,
- a6510t,
- a6500z,
- a6460t,
- a6450z,
- a6410t,
- a6400z,
- a6250z,
- a6250t,
- a6210z,
- a6205t,
- a6200t,
- a6600z,
- a6608f,
- a6610t,
- a6660t,
- a6660z,
- a6700z,
- a6750f,
- p6300z,
- p6310t,
- p6350z,
- p6370t,
- p6380t,
- a705w